# 卡斯特洪德索斯
卡斯特洪德索斯，是西班牙阿拉贡自治区韦斯卡省的一个市镇。总面积32平方公里，总人口617人（2001年），人口密度19人/平方公里。